# 中牟香稻酒
中牟香稻酒是河南省鄭州市中牟出产的一种白酒，其酿制技艺是郑州非物质文化遗产。

## 簡介
中牟香稻酒也称“马心坦香稻酒”，源于当地民众自酿自饮的烧酒。以稻米为原料，经原料粉碎、粮醅搅拌、入窖封窖、烧火蒸馏，配醅加糠、发酵增醅、包装储存等技艺酿制而成。1994年秋县府投资成立乡镇企业酒厂，次年建成投产，主要销售市场在中牟县当地及邻近地区。